# Генріх Маршнер
Генріх Август Маршнер (нім. Heinrich Marschner; 16 серпня 1795, Циттау — 14 грудня 1861, Ганновер) — німецький композитор і диригент, представник раннього романтизму.

## Біографія
Композиції навчався у Й. Г. Шіхта в 1811—1816 роках. Відразу після закінчення навчання Маршнер переїхав в Братиславу, де написав свої перші опери. Одну з них — «Генріх IV і д'Обіньє» (нім. Heinrich IV und D'Aubigné), поставив Карл Марія фон Вебер в Дрездені (1820).
У 1827—1831роках був диригентом в Лейпцигу, де в міському театрі були вперше поставлені його опери «Вампір» (1828) і «Храмовники і єврейка» (Der Templer und die Jüdin, 1829), що принесли Маршнеру популярність як композитору. У 1831—1859 роках диригент в Ганновері, в пізні роки генеральмузікдиректор. У 1833 році в Берлінській державній опері була вперше поставлена опера Маршнер «Ганс Гейлінг». У 1859 році вийшов у відставку і прожив решту життя в Ганновері. Серед його ганноверських учнів, зокрема, Фердінанд Вреде.

## Творчість
Маршнер був одним з найпопулярніших композиторів свого часу. В історії німецької романтичної опери Маршнер вважається послідовником Вебера і попередником Вагнера. У своїх операх він часто використовує середньовічних фантастичні сюжети, народні легенди і фольклорні мелодії. Так, в своїй найвідомішій опері «Ганс Гейлінг» композитор поєднує побутові та фантастичні сцени. Опери Маршнер відрізняються психологічним трактуванням образів. З інших творів композитора популярністю користувалися його пісні і хори для чоловічих голосів.
Роберт Шуман високо оцінив фортеп'янні тріо Маршнера. Він також написав велику кількість камерної музики, включаючи сім фортеп'янних тріо, а також чоловічі хори без супроводу, які були дуже популярні в дев'ятнадцятому сторіччі. Рівночасно як опери Маршнера здійснили сильний вплив на Вагнера, його камерною музикою, піснями і кантатою Klänge aus Osten (1842) захоплювався Шуман.

## Твори
- Опери (повний список):
  - «Сайдар і Зуліма» («Saidar und Zulima», 1818)
  - «Генріх IV і д'Обіньє» («Heinrich IV und D'Aubigné», 1820)
  - «Лукреція» («Lucretia», 1826)
  - «Вампір» («Der Vampyr», 1828)
  - «Храмовник і єврейка» (Der Templer und die Jüdin, 1829)
  - «Наречена сокольничого» («Des Falkners Braut», 1830)
  - «Ганс Гейлінг» («Hans Heiling», 1833)
  - «Замок на Етні» («Das Schloss am Ätna», 1836)
  - «Бебу» («Der Bäbu», 1838)
  - «Король Адольф Нассауський» («Kaiser Adolf von Nassau», 1845)
  - «Аустін» («Austin», 1852)
  - «Гьярне, король співу» («Der Sangeskönig Hiarne», 1863)

- Зингшпілі
- Балет «Горда селянка» (1810)
- 2 увертюри для оркестру
- 7 фортеп'янних тріо
- 2 фортеп'янних квартети